# 潟津村
潟津村（かたづむら）は、かつて石川県石川郡に存在した村。

## 地理
- 河川：浅野川、大野川、弓取川
- 潟湖：河北潟

## 歴史
- 1889年（明治22年）4月1日 - 町村制の施行により、大河端（おこばた）村、北間村、西蚊爪（にしかがつめ）村及び須崎村の区域をもって、潟津村が発足する[3]。
- 1935年（昭和10年）12月16日 - 潟津村、富樫村、米丸村、鞍月村、粟崎村及び大野町が金沢市に編入する[1]。

## 地域

### 教育
小学校
- 潟津尋常高等小学校
  - 金沢市編入により金沢市立潟津尋常高等小学校、1941年4月に金沢市立潟津国民学校、1947年4月に金沢市立潟津小学校と改称。1983年4月から通学区域の変更により金沢市立浅野川小学校となる[4]。

## 交通

### 鉄道路線
（当村廃止時点のもの）
- 浅野川電気鉄道：（金沢駅前駅方面 ← ） - 大河端駅 - 北間駅 - 蚊爪駅 - 新須崎駅 - （ → 粟ヶ崎遊園前駅方面）

## 出身者
- 高光一也（洋画家、浄土真宗大谷派専称寺住職）[5]